# لغة اللورين
لورين هي إحدى لغات فرنسا (أو ماتسمى بالفرنسي: بيتويز، أي لغة عامية) يتحدث بها أقلية من الناس في منطقة اللورين في فرنسا، وبضع أجزاء صغيرة من  الألزاس و في غاوم في بلجيكا.
تصنف اللورين على أنها لغة إقليمية من فرنسا، ومعترف بها لغة في أقليم الونيا، حيث تعرف بأسم غاوميز (Gaumais). كان لها تأثير على لغات لورين الفرانكونية واللوكسمبرغية، و اللغات الجرمانية الناطقة بها المناطق المجاورة.

## وصلات خارجية
- http://www.travelphrases.info/languages/lorrain.htm
- (بالفرنسية) Essai sur le اللغة العامية لورين des ضواحيها دو comté دو بان de la Roche, Jeremias يعقوب أوبرلين، 1775

1. ↑  "معلومات عن اللغة اللورين على موقع d-nb.info". d-nb.info. مؤرشف من الأصل في 2019-12-14.
2. ↑  "معلومات عن اللغة اللورين على موقع glottolog.org". glottolog.org. مؤرشف من الأصل في 2019-07-14.
3. ↑  "معلومات عن اللغة اللورين على موقع unesco.org". unesco.org. مؤرشف من الأصل في 2019-12-14.